# Косолапово (Кіясовський район)
Косола́пово (рос. Косолапово, удм. Косолапово) — присілок у складі Кіясовського району Удмуртії, Росія.
Населення — 65 осіб (2010; 128 у 2002).
Національний склад:
- росіяни — 95 %